# Posttranslationale Modifikation
Posttranslationale Proteinmodifikationen (PTM) sind Veränderungen von Proteinen, die nach der Translation stattfinden. Die meisten werden durch den Organismus oder durch die Zellen selbst ausgelöst.
An diesen Prozessen sind häufig Proteine beteiligt, die durch Modifizierungsgene (modifier genes) codiert werden. Die Genprodukte solcher Modifizierungsgene können abhängig von Umweltfaktoren gebildet oder funktionalisiert werden und Proteine entsprechend beeinflussen.
Während einige der Prozesse unmittelbar am Entstehungsort ablaufen, finden andere an bestimmten Zellorganellen statt, wieder andere erst außerhalb der produzierenden Zelle.
Neben beabsichtigten Proteinveränderungen treten aber auch ungewollte Proteinmodifikationen auf. Geht man davon aus, dass die Transkriptions- und Translationsmaschinerie bei der Umschrift der Gene über die mRNA zu den Proteinen mit Fehlerquoten von 1/1000 Nukleotiden oder 1/10.000 Aminosäuren arbeiten, so werden durch den Einbau falscher Aminosäuren nicht unerhebliche Mengen mistranslatierter Polypeptidketten produziert. Der Anteil mistranslatierter Proteine, die eigentlich nicht posttranslational, sondern cotranslational verändert werden, kann durch Anwesenheit von Streptomycin (Störung des Ribosoms) bzw. durch Mangel einzelner Aminosäuren erhöht werden.
Zusätzlich können Proteinketten durch Radikale, durch hochenergetische Strahlung oder andere Proteine (siehe Prionen) beschädigt, verändert oder denaturiert werden und Faltungsisoformen bilden, die der Ursprungskonformation nicht mehr entsprechen und die vorgesehene Funktion nicht erfüllen können.

## Kategorien posttranslationaler Modifikation
Zellen besitzen eine Vielzahl von Möglichkeiten, ihre Proteine zu bearbeiten und zu verändern. Dazu besitzen sie eine Vielzahl von Enzymen, die eigens für die Proteinmodifikation von der Zelle gebildet werden. Proteinmodifikationsprozesse können konstitutiv ablaufen oder aber durch Umwelteinflüsse oder andere Parameter beeinflusst werden. Die Modifikation kann am N- oder C-Terminus oder als Seitenkettenmodifikation erfolgen. Es wurden etwa 300 verschiedene posttranslationale Modifikationen beschrieben. Folgende Vorgänge, die zu neuen Proteinspezies führen, wurden analysiert:

### Abspaltungen
- Abspaltung des N-terminalen Formylrestes durch die Deformylase. Jedes neu synthetisierte Protein (in Prokaryoten) enthält anfangs ein N-terminales Formylmethionin (Methionin bei Eukaryoten), welches bei der Translation immer zuerst eingebaut wird und dessen Formylrest im Folgenden durch die Deformylase abgespalten wird. Ein noch vorhandener Formylrest zeigt die gerade erst beendete Synthese des Proteinmoleküls an.
- die Abspaltung des Methionylrests am N-Terminus neusynthetisierter Proteine durch die Methionylaminopeptidase. Bei Bakterien konnte man beobachten, dass die Größe der folgenden Aminosäure das Abspaltungsverhalten des N-terminalen Methionins beeinflusst. Je größer die zweite Aminosäure ist, desto unwahrscheinlicher wird eine Abspaltung des Startmethionins.
- die gezielte Abspaltung von Signalsequenzen (etwa Protokollagen zu Kollagen)
- das selektive Herausschneiden von Teilsequenzen (etwa Proinsulin zu Insulin, generell Präkursor-Proteine)
- Proteininaktivierung und -fragmentierung durch Proteolyse, an der Proteasen beteiligt sind

### Anorganische Gruppen
- Hydroxylierung von Lysin-Resten zu Hydroxylysin-Resten (häufig Ausgangspunkt für Glykosylierungen, im Kollagen auch für anschließende Quervernetzungen)
- Hydroxylierung von Prolin-Resten zu Hydroxyprolin-Resten (vor allem in Kollagen, aber auch in Elastin, Argonaut 2, Hypoxie-induzierter Faktor α u. a.)
- Iodierung und Bromierung, v. a. in Weichtieren, Neuropeptid-B des Rinds
- Nitrierung
- Phosphorylierungen durch Proteinkinasen zu Phosphoproteinen
- S-Nitrosylierung
- Sulfatierung

### Organische Gruppen
- Acetylierung durch Acetyltransferasen an Lysinen, z. B. Histon-Acetyltransferase
- Addition von Glutathion über eine Disulfidbrücke (beta-Crystallin, Glutaredoxin-2)
- Adenylierung
- ADP-Ribosylierung, z. B. durch die Poly(ADP-ribose)-Polymerase 1
- Amidierung, z. B. am C-Terminus
- Anhängen eines Citrullin-Rests (CXCL10, Filaggrin, mehrere Histone)
- Bindung an Chinone, hauptsächlich beim Elektronentransport
- Biotinylierung
- Butyrylierung
- Crotonylierung
- Flavinmodifikationen, z. B. Flavinmononukleotid oder Flavin-Adenin-Dinukleotid
- Formylierung bei Prokaryoten im Formylmethionin
- Glutarylierung[2]
- Glykosylierungen (Glykoproteine); N-glykosidisch im endoplasmatischen Retikulum, O-glykosidisch im Golgi-Apparat, z. B. die Fucosylierung, die Mannosylierung und die Sialylierung, C-glykosidisch als C-Mannosylierung
- Häm-modifikationen, z. B. Häm C an Lysinen
- Malonylierung[3]
- Methylierung, z. B. asymmetrisches Dimethylarginin, Histon-Methyltransferasen an Lysinen
- Methylmalonylierung[4]
- Neddylierung
- Phosphopantetheinylierung, z. B. Phosphopantetheinyltransferase (PPTase)
- Propionylierung
- Pupylierung an Lysinen zur Proteolyse in Prokaryoten
- Retinylidenmodifikation als Schiffsche Base aus Retinal bei Opsinen
- Sampylierung in Archaeen
- Succinylierung an Lysinen mit Succinat[5]
- Succinierung an Cysteinen
- SUMO-Proteine (engl. Small Ubiquitin-related Modifier) zur Proteolyse
- Ubiquitinylierung an Lysinen zur Proteolyse
- Urmylierung

### Organische Lipidgruppen
Diese Lipidanker-Modifikationen bewirken eine Adsorption an die Zellmembran.
- GPI-Anker
- Lipidmodifikationen durch Prenylierung zu Lipoproteinen, z. B. Farnesylierung, Geranylgeranylierung
- Lipidmodifikationen durch langkettige Acylierung mit Fettsäuren zu Lipoproteinen, z. B. Palmitoylierung und Myristoylierung
- Lipoylierung: Liponsäure-Modifikation, z. B. an der Pyruvat-Dehydrogenase durch die Lipoat-Proteinligase

### Hinzufügen von Bindungen
- das Knüpfen von Disulfidbrücken zwischen benachbarten Cystein-Resten zum Cystin (etwa Insulin)
- die Veränderung der Faltung durch Chaperone
- die Bildung von Proteinkomplexen aus Untereinheiten (etwa Hämoglobin)
- die Bildung von festen Strukturen über kovalente Quervernetzungen (etwa Kollagen-Fibrillen)
- Knüpfung einer Isopeptidbindung, bspw. bei der Blutgerinnung
- Bildung einer Thioester-Bindung zwischen Cys und Asn/Gln (u. a. Komplementkomponente C3)
- Bildung einer Thioether-Bindung zwischen Cys und Ser/Thr (Amatoxine und weitere)

### Bindung an größere Moleküle
- die Verknüpfung mit Coenzymen und prosthetischen Gruppen (etwa Häm + Hämoglobin)
- Kovalente Bindung an DNA und RNA (nur Viren)
- kovalente Verankerung an Peptidoglycane in Zellwänden von Bakterien

### Veränderung einzelner Aminosäuren
- L-/D-Isomerisierung: die Veränderung einer L-Aminosäure zur D-Aminosäure, bisher nachgewiesen in mehreren Tiergruppen (ausschließlich Gifte der Amphibien, Arthropoden, Mollusken und des Schnabeltiers)
- Vitamin-K-abhängige Carboxylierung eines Glutamat-Rests zu γ-Carboxyglutamat (Koagulation und calcifizierte Gewebe) durch γ-Glutamylcarboxylase
- Umwandlung eines Lysin zu Hypusin (N-ε-(4-aminobutyl)lysin). Einziges bekanntes Protein: eIF-5A
- Oxidation von einzelnen Aminosäureresten (Crystalline)
- Ringschluss von Glutaminsäure zur Pyroglutaminsäure
- Bildung von Formylglycin aus Cystein bei Sulfatasen

### Diverses
- Bildung eines stabilen Radikals (Bakterien)
- die Bindung (Komplexierung) von Ionen und niedermolekularen Substanzen